# 西北省省長
西北省省长是南非西北省的政府首腦。現任西北省省长為非洲人國民大會的喬布·莫戈羅，他於2018年6月22日就任。

## 西北省省长列表
| 姓名              | 當選日期       | 離任日期       | 政黨           |
| ----------------- | -------------- | -------------- | -------------- |
| 波波·莫萊費       | 1994年5月7日   | 2004年4月30日  | 非洲人國民大會 |
| 埃德納·莫萊瓦     | 2004年4月30日  | 2009年5月6日   | 非洲人國民大會 |
| 莫琳·莫迪斯爾     | 2009年5月6日   | 2010年11月19日 | 非洲人國民大會 |
| 坦迪·莫迪斯       | 2010年11月19日 | 2014年5月20日  | 非洲人國民大會 |
| 薩普拉·馬赫馬佩羅 | 2014年5月20日  | 2018年5月23日  | 非洲人國民大會 |
| 喬布·莫戈羅       | 2018年6月22日  | 現任           | 非洲人國民大會 |

## 外部連結
- Official website